# Augsburg Fortress

Augsburg Fortress est une maison d'édition américaine protestante qui publie les textes de l'Église évangélique luthérienne en Amérique (Evangelical Lutheran Church in America, ou encore ELCA), communauté du luthéranisme mainstream qui rassemble environ 4 millions de baptisés. Augsburg Fortress est également l'éditeur de l'Evangelical Lutheran Church in Canada (ELCIC), sous le nom d'Augsburg Fortress Canada. 
Son siège social est situé à Minneapolis (Minnesota) et son actuelle directrice est Beth Lewis.
Cette société a été fondée en 1988, lors de la fusion de deux maisons d'édition : Fortress Press et Augsburg Publishing House, quand leurs dénominations respectives se sont regroupées avec l'Association of Evangelical Lutheran Churches afin de former l'ELCA.
Le label Fortress Press est toutefois conservé pour les ouvrages universitaires.